# ペチャ型フリゲート
| ペチャ型フリゲート | ペチャ型フリゲート                   | ペチャ型フリゲート                   |
| ------------------ | ------------------------------------ | ------------------------------------ |
|                    |                                      |                                      |
| 艦級概観           |                                      |                                      |
| 艦種               | 警備艦                               | 警備艦                               |
| 艦名               | 番号名、固有名（旧ソ連邦内共和国）等 | 番号名、固有名（旧ソ連邦内共和国）等 |
| 前級               | リガ型フリゲート                     | リガ型フリゲート                     |
| 次級               | ミルカ型フリゲート                   | ミルカ型フリゲート                   |
| 性能要目           |                                      |                                      |
| 排水量             | 基準：970 t                          | 基準：970 t                          |
| 排水量             | 満載：1,110 t                        |                                      |
| 全長               | 81.8 m                               | 81.8 m                               |
| 全幅               | 9.1 m                                | 9.1 m                                |
| 吃水               | 2.9 m                                | 2.9 m                                |
| 機関               | CODAG方式、2軸推進                   | CODAG方式、2軸推進                   |
| 機関               | M-2Bガスタービン機関（30,000hp）     | 2基                                  |
| 機関               | 61Bディーゼル機関（6,000hp）         | 1基                                  |
| 速力               | 最大: 32 kt                          | 最大: 32 kt                          |
| 航続距離           | 2,000nmi / 14kt                      | 2,000nmi / 14kt                      |
| 乗員               | 108名                                | 108名                                |
| 兵装               | AK-726 76.2mm連装砲                  | 2基                                  |
| 兵装               | 37mm連装機銃                         | 2基                                  |
| 兵装               | 25mm連装機銃                         | 2基                                  |
| 兵装               | RBU-2500 12連装対潜ロケット砲        | 4基                                  |
| 兵装               | RBU-6000 12連装対潜ロケット砲        | 2基                                  |
| 兵装               | 400mm四連装魚雷発射管                | 1 - 2基                              |
| 兵装               | 533mm三連装魚雷発射管 （159-АЭ型）   | 1基                                  |
| 兵装               | 機雷：20発                           |                                      |

ペチャ型フリゲート（ペチャがたフリゲート、Petya class Frigate）は、ソヴィエト/ロシア海軍の警備艦である。
ペチャ型はNATOコードネームであり、ソ連海軍の計画名は159型警備艦（СКР проекта 159）である。また、当初はその役割から対潜艦（ПЛК: Противолодочный корабль）に分類されていた。

## 概要
ペチャ型フリゲートは前級のリガ型フリゲートから大幅に艦容と機関が変わり54隻が竣工し、1990年代ほとんどが退役したが現在も同盟諸国の8隻が稼動中である。
1950年代に就役した前級が第二次世界大戦型の技術の延長線上にあったのに対し、本級では最新式の対潜兵器やソナーを装備し、機関もガスタービンとディーゼル機関が併用された。また、砲熕兵器も強化されているが、あくまで対潜任務を重視した設計となっている。
デザインは鋭い艦首からAK-726 76.2mm連装砲1基、箱型艦橋の左右前端に1基ずつ対潜ロケット砲、マストと煙突、魚雷発射管が中央線上に1基、その後に76.2mm連装砲1基、艦尾の左右両端に1基ずつ対潜ロケット砲が原型であるが、その後の改装で大きく3ないし4タイプに分類される。
- 159 (Petya-I class)×18隻

原型、400mm四連装対潜魚雷発射管×1基、RBU-2500 12連装対潜ロケット砲×4基
- 159-А (Petya-II class)×24隻

400mm四連装対潜魚雷発射管×2基、RBU-6000 12連装対潜ロケット砲×4基
- 159-М (Modified Petya-I class)×9隻

原型から改装、艦尾にソナーを装備しRBU-2500 12連装対潜ロケット砲を2基に削減
- 159-АЭ (Petya-III class)×12隻

輸出型、400mm四連装対潜魚雷発射管×1基を533mm三連装対艦魚雷発射管×1基に換装。
なお、大型曳航ソナー装備の為、後部76.2mm連装砲1基を撤去した艦も見受けられる。

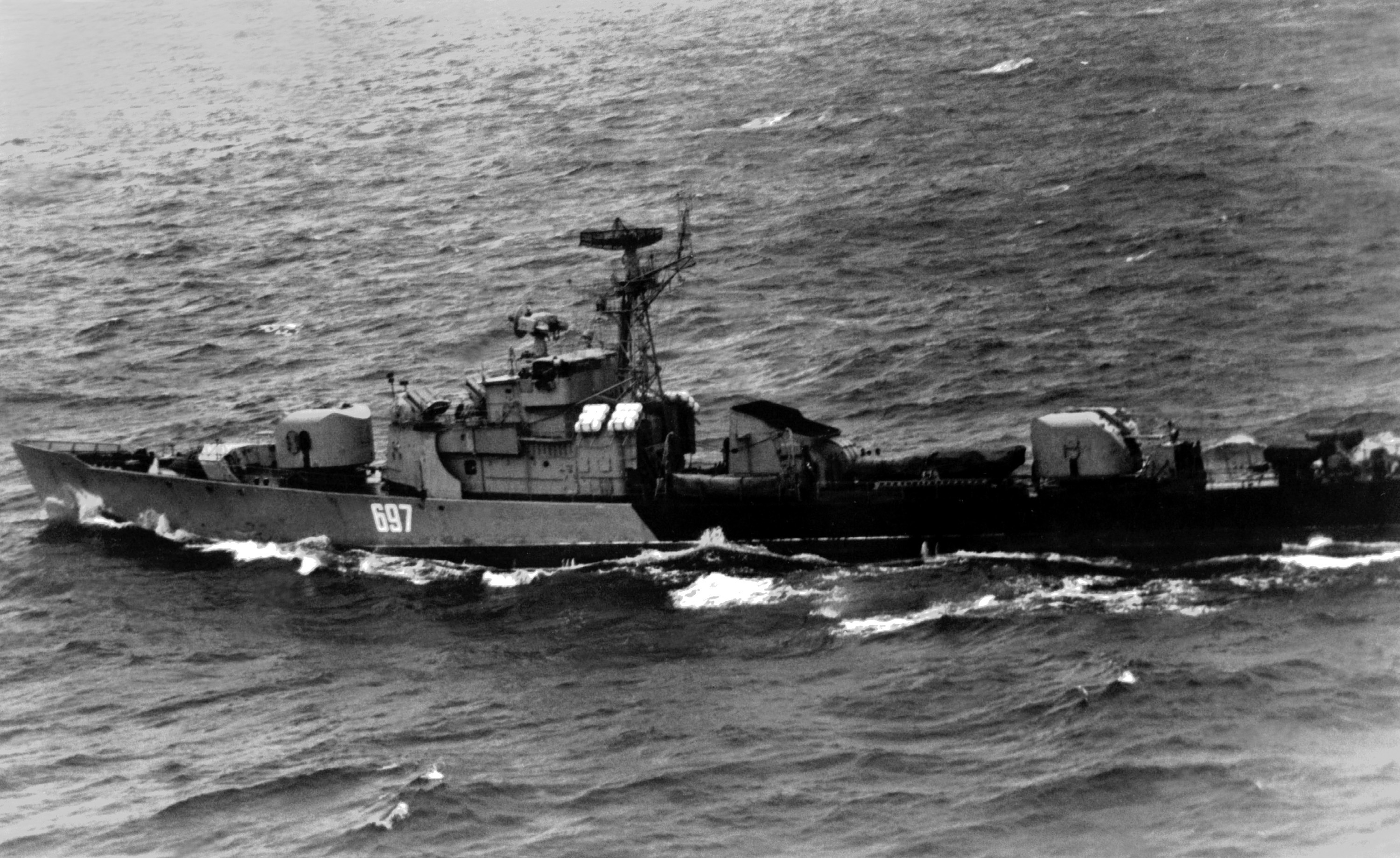
159型 (Petya-I class)
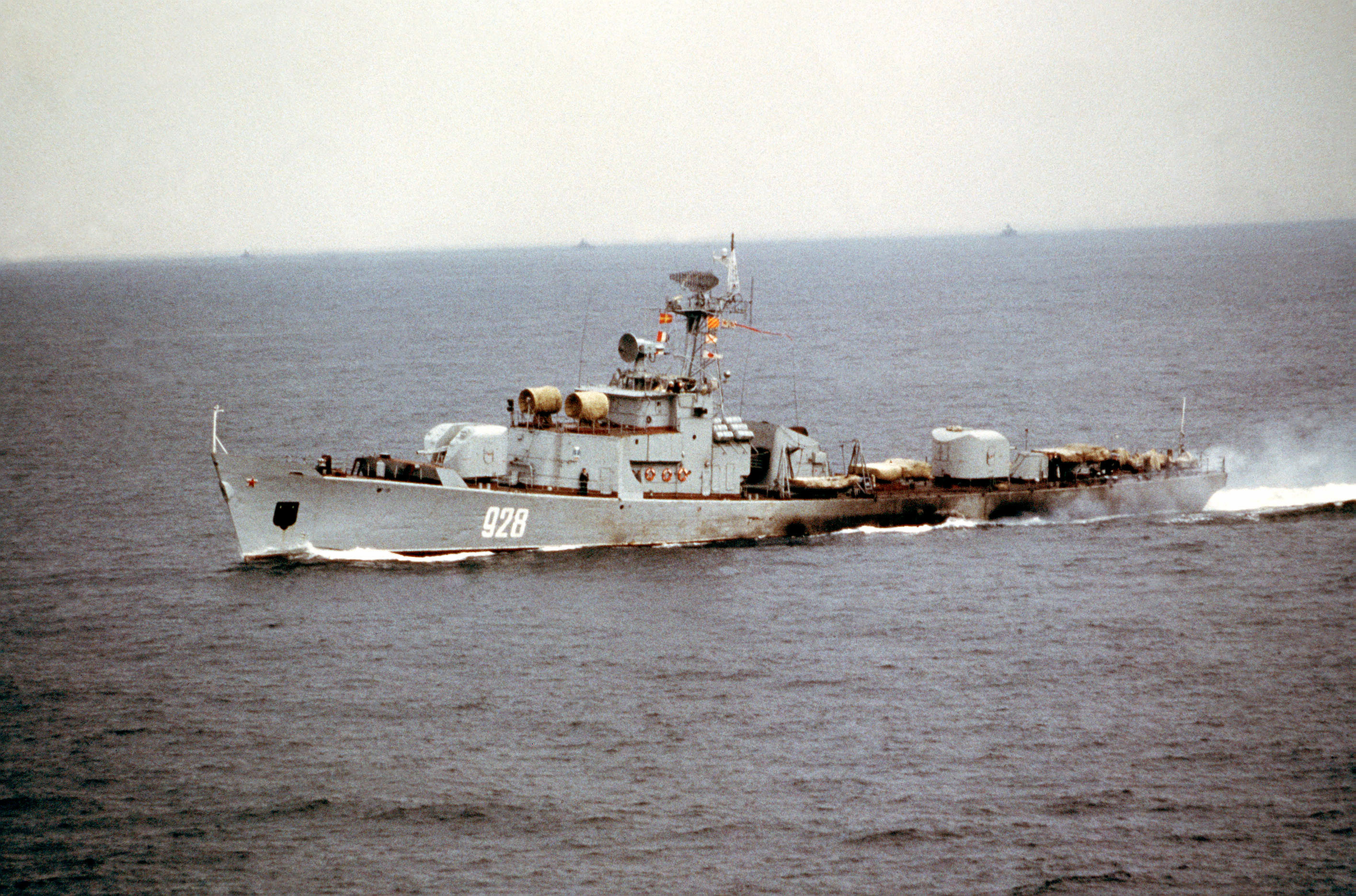
159-А型 (Petya-II class)
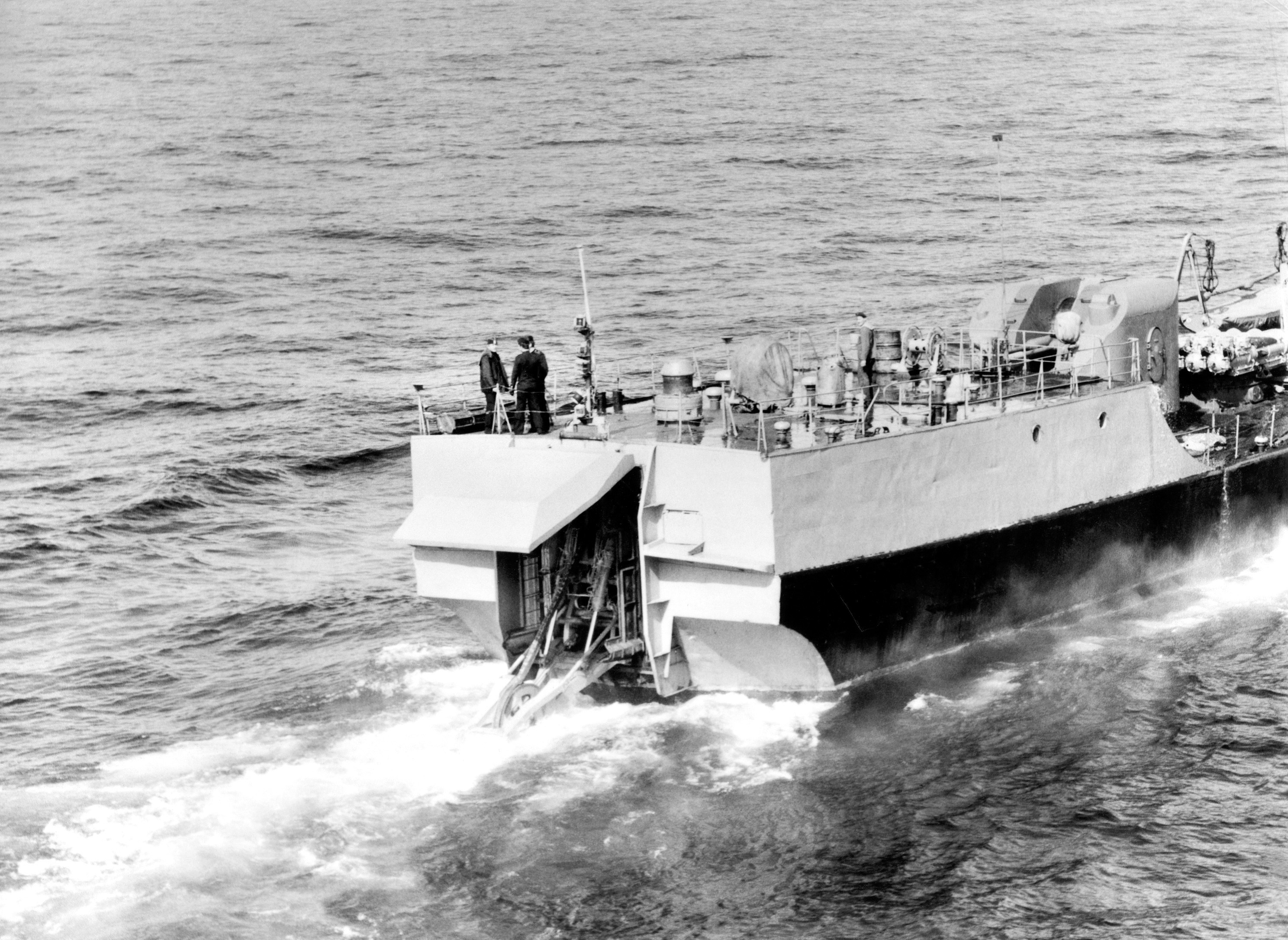
159-М型 (Modified Petya-I class)
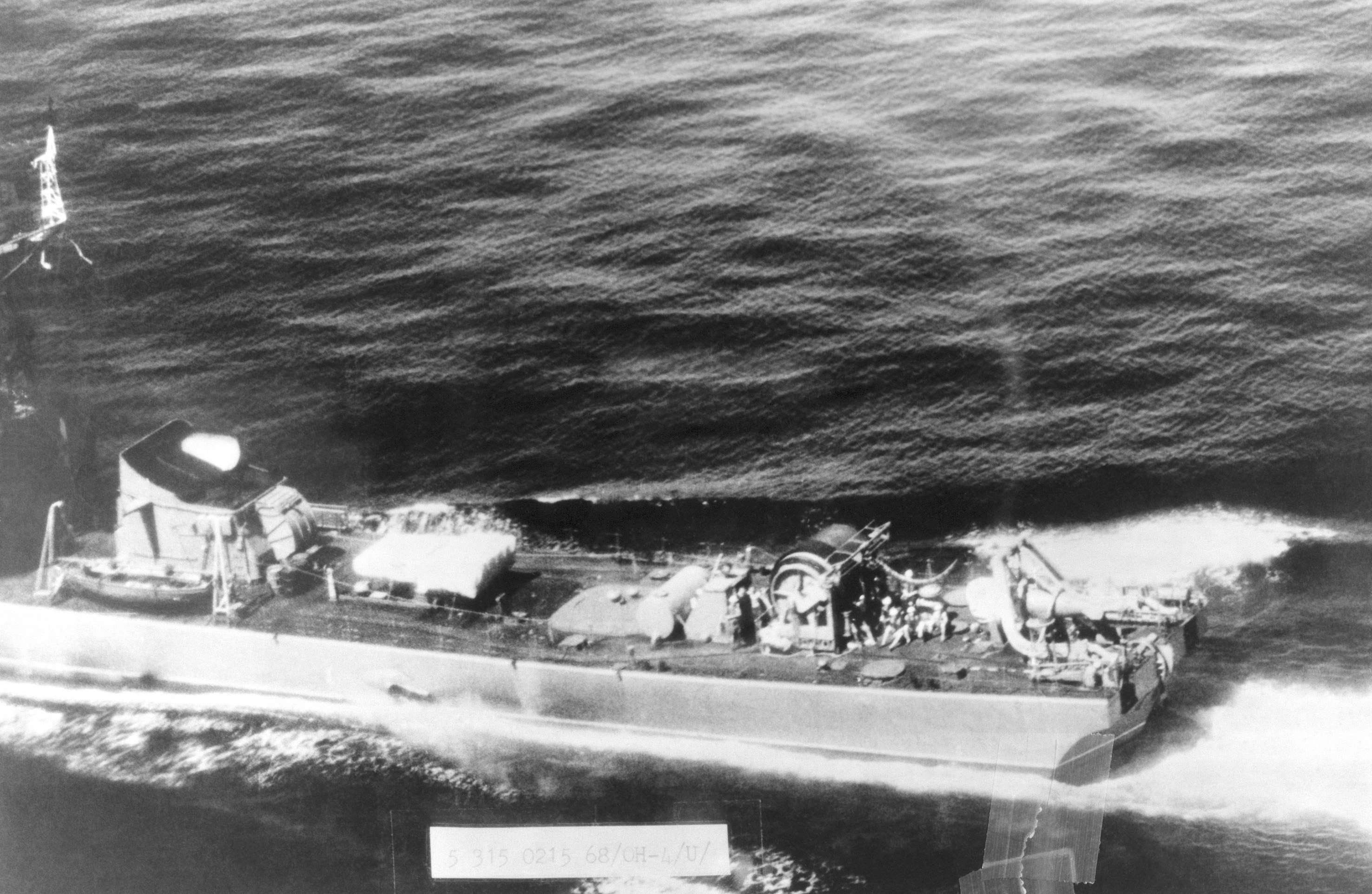
159-АЭ型 (Petya-III class)

次級のミルカ型フリゲートではエンジンの改良により航続距離が倍以上に増大し、18隻が就役し煙路とマストの位置が変更となった。
リガ型とペチャ型の関係は海上自衛隊の護衛艦ではあやなみ型護衛艦（1958年 - 90年; 1700t）と、次代のやまぐも型護衛艦（1966年 - 2005年; 2050t）のそれに相当するが、半分位の船体に同程度の兵装を装備している代りに、あくまで近海の対潜掃討に対応したソナーの測定能力や活動期間（10日）が設定されており、外洋での航行能力は限られている。
ミルカ型ののち、ソ連海軍における警備艦は大型化の道をたどり、輸出用のコニ型フリゲートを経て、3000tクラスのクリヴァク型フリゲートに発展した。本型が担っていた近海での警備任務は、対潜戦に特化した小型対潜艦であるグリシャ型コルベットと、対水上戦に特化した小型ミサイル艦であるナヌチュカ型コルベットに引き継がれた。

## 同型艦一覧
| 艦型     | 艦名    | 竣工           | 除籍           | 備考                                          |
| -------- | ------- | -------------- | -------------- | --------------------------------------------- |
| 159型    | СКР-38  | 1961年11月30日 | 1990年1月10日  | 159-Mに改装                                   |
| 159型    | СКР-47  | 1961年12月26日 | 1992年12月31日 | 159-Mに改装                                   |
| 159型    | СКР-26  | 1961年12月27日 | 1993年01月11日 |                                               |
| 159型    | СКР-1   | 1961年12月30日 | 1987年02月01日 |                                               |
| 159型    | СКР-17  | 1961年12月31日 | 1990年09月28日 | 159-Mに改装                                   |
| 159型    | СКР-9   | 1962年06月30日 | 1990年04月19日 |                                               |
| 159型    | СКР-22  | 1962年12月19日 | 1991年06月24日 | 159-Mに改装                                   |
| 159型    | СКР-33  | 1962年12月19日 | 1995年08月04日 | 159-Mに改装                                   |
| 159型    | СКР-18  | 1962年12月30日 | 1989年04月05日 | 159-Mに改装                                   |
| 159型    | СКР-27  | 1962年12月31日 | 1992年07月03日 |                                               |
| 159型    | СКР-30  | 1962年12月31日 | 1992年09月28日 |                                               |
| 159型    | СКР-41  | 1962年07月01日 | 1987年08月01日 |                                               |
| 159型    | СКР-34  | 1963年10月04日 | 1990年10月01日 |                                               |
| 159型    | СКР-11  | 1963年12月14日 | 1991年06月01日 | 159-Мに改装                                   |
| 159型    | СКР-43  | 1964年04月29日 | 1989年10月01日 | 159-Mに改装                                   |
| 159型    | СКР-40  | 1964年06月30日 | 1994年09月01日 |                                               |
| 159型    | СКР-3   | 1964年12月26日 | 1994年10月01日 |                                               |
| 159型    | СКР-46  | 1965年04月24日 | 1997年11月07日 | 159-Мに改装                                   |
| 159型    | СКР-23  | 1965年08月20日 | 1989年10月01日 |                                               |
| 159-A型  | СКР-21  | 1966年12月31日 | 1989年1月10日  | Орловский комсомолецに改名                    |
| 159-A型  | СКР-16  | 1967年07月25日 | 1992年10月01日 | アゼルバイジャンでБакинецに改名               |
| 159-A型  | СКР-103 | 1967年10月13日 | 1983年01月10日 |                                               |
| 159-A型  | СКР-36  | 1967年10月13日 | 1977年02月01日 |                                               |
| 159-A型  | СКР-106 | 1967年11月30日 | 1993年06月30日 |                                               |
| 159-A型  | СКР-92  | 1967年12月30日 | 1991年06月24日 |                                               |
| 159-A型  | СКР-110 | 1967年12月30日 | 2000年05月     |                                               |
| 159-A型  | СКР-88  | 1967年01月12日 | 1967年04月08日 | 未完成                                        |
| 159-A型  | СКР-112 | 1968年05月30日 | 1994年         | ウクライナでU132ОтаманСидірБілийに改名        |
| 159-A型  | СКР-87  | 1969年09月22日 | 1992年03月07日 | Комсомолец Дагестанаに改名                    |
| 159-A型  | СКР-98  | 1969年10月21日 | 1991年06月01日 |                                               |
| 159-A型  | СКР-120 | 1970年09月29日 | 1991年06月24日 |                                               |
| 159-A型  | СКР-123 | 1970年11月30日 | 1992年12月31日 |                                               |
| 159-A型  | СКР-126 | 1970年12月30日 | 1992年03月07日 |                                               |
| 159-A型  | СКР-133 | 1970年12月31日 | 1994年09月01日 |                                               |
| 159-A型  | СКР-138 | 1971年09月30日 | 1994年02月11日 |                                               |
| 159-A型  | СКР-128 | 1972年09月30日 | 1991年6月24日  |                                               |
| 159-A型  | СКР-115 | 1968年09月11日 | 1993年         | エチオピアでF - 1617に改名                    |
| 159-A型  | СКР-94  | 1969年10月22日 | 1991年         | エチオピアでF - 1616に改名                    |
| 159-A型  | СКР-29  | 1966年12月30日 | 1991年10月31日 | インドでP77« Kamorta »に改名                  |
| 159-A型  | СКР-78  | 1966年04月29日 | 1992年         | インドでP78 « Kadmatt »に改名                 |
| 159-A型  | СКР-130 | 1970年09月05日 | 1984年05月10日 | ベトナムでHQ-15に改名                         |
| 159-A型  | СКР-141 | 1971年08月07日 | 1984年01月12日 | ベトナムでHQ-13に改名                         |
| 159-A型  | СКР-135 | 1971年08月12日 | 1985年01月10日 | ベトナムでHQ-17に改名                         |
| 159-АЭ型 | СКР-95  | 1968年09月27日 | 1975年03月     | シリアで«AI Hirasa» (б/н 2-508)に改名         |
| 159-АЭ型 | СКР-??  | ??年           | 1975年         | シリアで(б/н 1-508)に改名                     |
| 159-АЭ型 | СКР-100 | 1968年11月30日 | 1999年09月04日 | インドでP68 « Arnala » に改名                 |
| 159-АЭ型 | СКР-104 | 1968年12月25日 | 2002年09月16日 | インドでP75 « Amini »に改名                   |
| 159-АЭ型 | СКР-108 | 1968年12月31日 | 2003年12月13日 | インドでP73 « Anjadip»に改名                  |
| 159-АЭ型 | СКР-??  | 1969年         | 1987年06月30日 | インドで P79 « Kiltan »に改名                 |
| 159-АЭ型 | СКР-110 | 1969年         | 1988年12月31日 | インドで P81 « Katchall »に改名               |
| 159-АЭ型 | СКР-??  | 1969年         | 1986年07月31日 | インドでP80 «Kavaratti»に改名                 |
| 159-АЭ型 | СКР-??  | 1972年         | 1999年4月9日   | インドでP69 « Androth »に改名                 |
| 159-АЭ型 | СКР-??  | 1973年         | 1990年08月21日 | インドでP74 «Andaman»に改名、座礁事故で沈没。 |
| 159-АЭ型 | СКР-82  | 1976年04月28日 | 1979年01月10日 | ベトナムでHQ-09に改名                         |
| 159-АЭ型 | СКР-96  | 1976年04月25日 | 1979年01月10日 | ベトナムでHQ-11に改名                         |

## 同盟諸国供与艦一覧
イエメン海軍
 インド海軍
12隻: P68 « Arnala »,P75 « Amini », P73 « Anjadip»,P77 «Kamorta»,P78 «Kadmatt»,P80 «Kavaratti»,P69 «Androth»,P74 «Andaman»,P75 «Amini»,P79« Kiltan»,P81« Katchall»,P83« Amindivi»; 全艦退役
 ベトナム人民海軍
6隻: HQ-09、HQ-11、HQ-13, HQ-15, HQ-17; 現在も活動中
 エチオピア海軍
4隻: F-1616, F-1617; エリトリア独立と共にジブチでスクラップ化
 シリア海軍
2隻: «AI Hirasa» (б/н 2-508)(б/н 1-508); 現在も活動中
 ウクライナ海軍
U132 Отаман Сидір Білий
 アゼルバイジャン海軍
Бакинец: 現在係留中